# Petr Kotvald
Petr Kotvald (ur. 8 lipca 1959 w Žatcu) – czeski piosenkarz, producent wykonawczy, tancerz i aktor.

## Życiorys
Urodził się w Žatcu. Po ukończeniu średniej szkoły elektrotechnicznej w Chomutovie (1978), otrzymał tytuł inżyniera w 1984 na Wydziale Elektrotechnicznym Politechniki Czeskiej w Pradze (kierunek zdalne przetwarzanie danych). 
Uczęszczał do Ludowej Szkoły Artystycznej w Žatcu, gdzie uczył się śpiewu i gry na kontrabasie. Od szesnastego roku życia pracował w zespołach amatorskich i brał udział w konkursach wokalnych. W latach 1977–1979 uczestniczył w festiwalu Mladá píseň w Igławie i wygrał go za trzecim razem, tam też zauważył go muzyk Karel Vágner. Odniósł również sukces na festiwalu Děčínská kotva, gdzie w 1982 roku otrzymał nagrodę za najlepszą interpretację (w duecie ze Stanislavem Hložkiem).
W styczniu 1981 Vágner zaproponował Kotvaldowi profesjonalny kontrakt i jednocześnie przyjął Hložkę. Spełnił w ten sposób życzenie Hany Zagorovej, która chciała ożywić swoje koncerty tańczącymi chórzystami. Kiedy Vágner dostrzegł potencjał młodej pary, pozwolił im na dokonanie licznych nagrań i powierzył im osobne wejścia programowe. Inwestycja ta opłaciła się Vágnerowi w 1982, kiedy Kotvald i Hložek zaśpiewali jego piosenkę do tekstu „Holky z naší školky” („Dziewczyny z naszego przedszkola”), a sprzedając 1 300 000 singli, ustanowili praktycznie niedościgniony rekord i zdobyli unikalny jak na ówczesne warunki złoty rekord. Duet K+H wywołał falę emocji i euforii wśród nastoletniej publiczności. Zamienili piosenki w dobrze choreograficzne numery i wylansowali kolejne przeboje: „Bantam”, „Oh Suzi”, „Diana”, „Trápení”, „V pohodě” i „Bílá královna”. Krytycy muzyczni krytykowali pierwotną komercję i infantylizm projektu, co odbiło się także na wizerunku Hany Zagorovej. 
W 1986 zaczął występować z własnym zespołem Trik, sukcesy przyniosły głównie przeboje disco, a jego pozycję na scenie muzyki popularnej ugruntowały płyty Strictly Private Sci-Fi (1988) i Gejzír (1989). W 1988 uplasował się na trzecim miejscu w ankiecie Zlatý slavík. W tym samym roku zaśpiewał gościnnie w piosence „It’s a simple song” grupy Papa Dance (album Nasz ziemski Eden).
Petr Kotvald kontynuował karierę solową w latach 90., jednak ogólny spadek zainteresowania czeską muzyką popularną po 1989 przełożył się na ograniczone sukcesy. Znaczący sukces odniósł dopiero płytą MCMXCVI (1996), później wydał albumy selekcyjne Největší hity (1999) i 40 hitů (2007).

## Dyskografia
- Holky z naší školky (ze Stanislavem Hložkiem, Supraphon 1983, reedycja 2003);
- V pohodě (ze Stanislavem Hložkiem, Supraphon 1984);
- Pro dva tři úsměvy (ze Stanislavem Hložkiem, Supraphon 1985);
- Jinak to nejde (ze Stanislavem Hložkiem, Supraphon 1985);
- Feelin’ Good (ze Stanislavem Hložkiem, Supraphon/Artia 1985);
- Přísně soukromá sci-fi (Supraphon 1988);
- Pražský haus (projekt Hipodrom Jindřicha Parmy, Supraphon 1990);
- Gejzír (Supraphon 1990);
- Disco Parma Brothers (projekt Jindřicha i Eduarda Parmových, Supraphon 1991);
- Konto 87-88-89-90-91 (kompilacja, Supraphon 1991);
- Hyde Park (Supraphon 1991);
- Můj hlas (Tommü Records, 1992);
- Dívej ze (Tommü Records, 1993);
- Tyrkys a lásku v očích mám (Bonton 1995);
- Petr Kotvald MCMXCVI (Česká gramofonová společnost, 1996);
- 3 000. koncert (live, P.K. Art 1997);
- Pan Petr Kotvald, zpěvák (Bon Art Music 1997);
- Největší hity (kompilacja na 2 CD, Sony Music/Bonton 1999);
- Vánoce přicházejí... (Sony Music/Bonton 1999);
- Taxitotak neber (Sony Music/Bonton 2001);
- Planeta svádění (Sony Music/Bonton 2003).